# Penicillifera signifera
Penicillifera signifera är en fjärilsart som beskrevs av Walker 1862. Penicillifera signifera ingår i släktet Penicillifera och familjen silkesspinnare. Inga underarter finns listade i Catalogue of Life.